# Arena de la Ciudad de Zenica
La Arena de la Ciudad de Zenica (en bosnio y croata: Gradska Arena Zenica; en serbio: Градска арена Зеница)  es un pabellón de deportes multifuncional situado en Zenica, una localidad del país europeo de Bosnia y Herzegovina. 
La construcción comenzó en febrero de 2007 y se terminó el 20 de marzo de 2009. Los costos totales de construcción se estiman en unos 32 millones de marcos convertibles (€ 16 millones) procedentes del Presupuesto municipal de Zenica. 
La capacidad total de la Arena de Zenica es 6200 espectadores para los partidos de baloncesto o balonmano, y se puede aumentar hasta 10 000 para los eventos como conciertos. 